# Loi Abeille
La loi Abeille est une loi française promulguée le 9 février 2015 sous l'impulsion de la députée Laurence Abeille. Cette loi n°2015-136, est relative à la sobriété, la transparence, l'information et la concertation en matière d'exposition aux ondes électromagnétiques. Elle vise à protéger le public et plus particulièrement  les enfants contre  l'exposition aux ondes radiofréquences, qui peuvent s'avérer dangereuses pour leur santé lors d'une exposition prolongée.

## Historique
Partant du constat que le public est de plus en plus exposé aux champs électromagnétiques, certains mouvements de réflexion voient le jour dans plusieurs communes de France et se penchent sur l’impact que peut avoir l’exposition aux champs électromagnétiques sur les enfants. Parmi ces groupes, d'aucuns ont prévenu leur municipalité  sur les risques  que courent  les enfants exposés aux champs électromagnétiques et aux radiofréquences dans les établissements scolaires,.

## Application
Dans la perspective de fournir à la population toutes les informations sur le sujet, un comité national du dialogue relatif au niveau d'exposition du public a été mis en place et les élus locaux y sont bien représentés. Ce comité est sous l'égide de ANFR. Ainsi, les maires des communes françaises pourront : 
- recevoir et mettre à disposition de leurs administrés les dossiers d'information transmis par les exploitants de stations radioélectriques pour l'implantation ou la modification substantielle d'un site ;
- demander voire exiger une simulation de relative à l'exposition ondes que pourraient émettre une installation avant son implantation;
- en cas de doute, exiger un état des lieux des installations qui existent déjà.

À l'issue de cette loi, il est recommandé aux établissements qui fournissent au public un accès à internet sans fil de le mentionner clairement au moyen d'un pictogramme à l'entrée desdits établissements. En plus de cela, cette loi interdit formellement aux établissements accueillant des enfants de moins de 3 ans, le Wi-Fi dans les espaces destinés à l'accueil, au repos et aux activités. Enfin, il est recommandé de mettre hors tension le WI-FI dans les classes des écoles primaires où le Wi-Fi est présent et lorsqu'il n'est pas utilisé pour  les activités pédagogiques,,.
Certains parlementaires souhaitent par ailleurs faire modifier le code de l'urbanisme pour interdire l'installation de ces antennes dans certains établissements accueillant des enfants de moins de six ans, tels que les crèches et les centres de loisirs (voir en ce sens la question publiée au Journal Officiel du 10 décembre 2024 par Madame Josiane Corneloup). Cette interdiction serait indépendante du respect des limites d'exposition aux champs électromagnétiques. Cette proposition s'inscrit dans l'esprit de la loi Abeille visant à renforcer la protection de la santé des citoyens en encadrant les émissions électromagnétiques et la transparence des installations.